# Navalmoro
Navalmoro es una localidad española del municipio abulense de La Carrera, en la comunidad autónoma de Castilla y León.

## Historia
Hacia mediados del siglo XIX, la localidad, perteneciente ya por entonces al término municipal de La Carrera, estaba formada por unas 30 casas. Aparece descrita en el decimosegundo volumen del Diccionario geográfico-estadístico-histórico de España y sus posesiones de Ultramar de Pascual Madoz de la siguiente manera:

NAVALMORO: l. en la prov. de Avila, part. jud. del Barco de Avila; felig. y térm. jurisd de la Carrera, en cuyo pueblo están incluidas las circunstancias de su localidad, pobl. y riqueza (V.) tiene sobre 30 casas.
(Madoz, 1849, p. 60)

En 2022 la localidad tenía empadronados 7 habitantes.